# Дівеєвка
Діве́євка (рос. Дивеевка, ерз. Дивеевка) — селище у складі Рузаєвського району Мордовії, Росія. Входить до складу Хованщинського сільського поселення.

## Населення
Населення — 12 осіб (2010; 24 у 2002).
Національний склад (станом на 2002 рік):
- мокшани — 100 %